# Роджер де Бомон, 2-й граф Уорик
Рожер де Бомон (англ. Roger de Beaumont; 1102 — 2 июня 1153) — англонормандский аристократ, 2-й граф Уорик и феодальный барон Гауэра с 1118 года, участник гражданской войны в Англии 1135—1154 годов и второго крестового похода.

## Биография
Рожер был старшим сыном Генриха де Бомона, 1-го графа Уорика, советника английских королей Вильгельма II и Генриха I, и Маргариты Першской, дочери Жоффруа II, графа де Мортань-дю-Перш. От своего отца Рожер унаследовал владения в западноанглийских графствах, город Уорик и феодальную баронию Гауэр Гауэр в южном Уэльсе. Принадлежность к дому де Бомон обеспечивала Рожеру одно из ведущих мест среди английской аристократии второй четверти XII века: двоюродные братья графа Уорика Роберт и Галеран де Бомоны играли ведущие роли при дворе короля Стефана Блуаского, а земельные обширные владения Бомонов в Англии и Нормандии делали их богатейшим дворянским родом в стране.
Во время гражданской войны в Англии (1135—1154 годов) Рожер де Бомон поддерживал короля Стефана против императрицы Матильды. Однако особых военных или политических талантов граф не проявил и главное внимание уделял обороне своих владений от набегов отрядов Роберта Глостерского и других сторонников Матильды. После битвы при Линкольне в 1141 году Рожер на некоторое время перешёл на сторону императрицы, однако к началу 1142 года вновь вернулся к поддержке Стефана. Известно, что после окончания гражданской войны Уорикшир получил одну из наибольших среди всех английских графств скидок при уплате общегосударственного налога «датских денег» в связи с ущербом, причинённым хозяйству графства во время феодальной анархии. По всей видимости, реальный ущерб, однако, не был настолько велик: в отличие от Уилтшира, Глостершира и Оксфордшира, на протяжении десятилетия разоряемых отрядами враждующих сторон, Уорикшир находился в отдалении от центров противостояния, а Рожер де Бомон был достаточно могущественным бароном, чтобы обеспечить поддержание порядка в графстве.
В конце периода феодальной анархии Рожер де Бомон отошёл от поддержки Стефана. Когда в 1153 году в Англии высадился сын императрицы Матильды Генрих Плантагенет, граф Уорик перешёл на его сторону. В начале июня 1153 года город Уорик был сдан войскам Генриха. Спустя несколько дней, 12 июня 1153 года, Рожер де Бомон скончался.
Согласно хронике «Деяния короля Стефана» неизвестного автора середины XII века, Рожер был благочестивым и набожным человеком. Он основал лепрозорий в Уорике, монастырь в Ллангеннильте, Гламорган, жаловал земли ордену тамплиеров. Рожер также несколько раз совершал паломничества в Палестину, а в 1147 году принял участие во Втором крестовом походе, где служил под началом германского короля Конрада III. Неизвестно, однако, насколько благочестие Рожера выделялось на общем фоне англонормандской аристократии, поскольку период феодальной анархии в правление Стефана Блуаского был временем наивысшего подъёма монастырского движения в Англии: бароны, разорявшие земли и города своих противников, одновременно активно поддерживали церковь, основывали монастыри, больницы и приюты.

## Брак и дети
Рожер де Бомон был женат на Гундраде де Варенн (ум. после 1166), дочери Вильгельма де Варенна, 2-го графа Суррей, и Элизабет де Вермандуа. Их дети:
- Уильям де Бомон (ум. 1184), 3-й граф Уорик, женат первым браком на Маргарите д’Эйвиль, вторым браком (до 1175) на Матильде Перси (ум. 1204), дочери Вильгельма де Перси (ум. 1175) и Аделизы де Клер (ум. до 1166), сестры Гилберта Фитц-Ричарда;
- Валеран де Бомон (1153—1204), 4-й граф Уорик, женат первым браком на Маргарите д’Ойли, вторым браком на Алисе д’Аркур;
- Агнесса де Бомон, замужем за Жоффруа II, сыном Жоффруа де Клинтона, камергера короля Генриха I;
- Маргарита де Бомон;
- Гундреда де Бомон (ок. 1135—1200), замужем первым браком за Гуго Биго, 1-м графом Норфолка, вторым браком за Рожером де Гланвилем.

Вильгельм Жюмьежский также упоминает некого Генриха де Бомона, сына Рожера, однако его существование не подтверждено другими источниками, возможна ошибка хрониста.